# Железно (Порховский район)
Железно — деревня в центральной части Порховского района Псковской области. Входит в состав сельского поселения «Туготинская волость».
Расположена в 14 км к западу от города Порхов и в 7 км к северо-востоку от волостного центра Туготино.
Численность населения составляет 11 жителей (2000 год).

## География
Расположена в 14 км к западу от города Порхов и в 7 км к северо-востоку от волостного центра Туготино на реке Узе. Расстояние до ближайшей железнодорожной станции 3,42 км.